# Michelle McManus
Michelle McManus (Glasgow, Escócia, 8 de maio de 1980) é uma cantora e compositora escocesa que ganhou a 2a edição da série de televisão Pop Idol, em 2003. Seu álbum de estréia vendeu 300 000 cópias no mundo inteiro e alcançou em número 3 no Reino Unido.